# East Coast Conference
La East Coast Conference (ECC) es una conferencia de la División II de la NCAA. Está formada por 9 universidades que compiten en 19 deportes (9 masculinos y 10 femeninos). Las universidades miembros se sitúan geográficamente en el noreste de Estados Unidos, en los estados de Connecticut, Nueva York y también el Distrito de Columbia.

## Historia
La East Coast Conference se fundó en 1989 como la New York Collegiate Athletic Conference. Sus miembros fundadores incluyeron:
- Adelphi University (1989–2009)
- Concordia College (1989–2009)
- C.W. Post College (1989–2019)
- Dowling College (1989–2016)
- Mercy College (1989–presente)
- Molloy College (1989–presente)
- New York Institute of Technology (NYIT) (1989–presente)
- Pace University (1989–1997)
- Queens College (1989–presente)
- Southampton College of Long Island University (1989–2005)

## Miembros

### Miembros actuales
| Institución                          | Localización                 | Fundada | Tipo                      | Alumnos | Apodo     | Colores | Año de unión |
| ------------------------------------ | ---------------------------- | ------- | ------------------------- | ------- | --------- | ------- | ------------ |
| Universidad Daemen                   | Amherst, Nueva York          | 1947    | Privada (laica)           | 2,100   | Wildcats  |         | 2013         |
| Universidad del Distrito de Columbia | Washington D. C.             | 1851    | Pública (HBCU)            | 5,471   | Firebirds |         | 2011         |
| Universidad D'Youville               | Búfalo, Nueva York           | 1946    | Privada (católica)        | 2,900   | Saints    |         | 2020         |
| Mercy College                        | Dobbs Ferry, Nueva York      | 1950    | Privada (laica)           | 10,000  | Mavericks |         | 1989         |
| Universidad Molloy                   | Rockville Centre, Nueva York | 1955    | Privada (católica)        | 3,533   | Lions     |         | 1989         |
| Queens College                       | Flushing, Nueva York         | 1937    | Pública                   | 17,639  | Knights   |         | 1989         |
| Universidad Roberts Wesleyan         | North Chili, Nueva York      | 1866    | Privada (metodista libre) | 2,000   | Redhawks  |         | 2012         |
| St. Thomas Aquinas College           | Sparkill, Nueva York         | 1952    | Privada (católica)        | 2,400   | Spartans  |         | 2000         |
| College of Staten Island             | Staten Island, Nueva York    | 1956    | Pública                   | 13,798  | Dolphins  |         | 2020         |

### Miembros asociados
| Institución                            | Localización                    | Fundada | Tipo                         | Alumnos | Apodo          | Año de unión | Deporte(s)                   | Conferencia primaria    |
| -------------------------------------- | ------------------------------- | ------- | ---------------------------- | ------- | -------------- | ------------ | ---------------------------- | ----------------------- |
| Universidad Adelphi                    | Garden City, Nueva York         | 1896    | Privada (laica)              | 7,859   | Panthers       | 2015         | Bowling                      | Northeast-10            |
| American International College         | Springfield, Massachusetts      | 1885    | Privada (laica)              | 3,177   | Yellow Jackets | 2023         | Voleibol masculino           | Northeast-10            |
| Universidad Bryant                     | Smithfield, Rhode Island        | 1863    | Privada (laica)              | 3,751   | Bulldogs       | 2022         | Bowling                      | America East (NCAA D-I) |
| Universidad Dominicana Nueva York      | Orangeburg, Nueva York          | 1952    | Privada (católica)           | 1,998   | Chargers       | 2023         | Voleibol masculino           | CACC                    |
| Universidad Estatal de Frostburg       | Frostburg, Maryland             | 1898    | Pública                      | 4,858   | Falcons        | 2019         | Lacrosse masculino           | Mountain East           |
| Universidad Georgian Court             | Lakewood, Nueva Jersey          | 1908    | Privada (católica)           | 2,122   | Lions          | 2012         | Atletismo cubierta masculino | Central Atlantic        |
| Universidad Georgian Court             | Lakewood, Nueva Jersey          | 1908    | Privada (católica)           | 2,122   | Lions          | 2013         | Atletismo cubierta femenino  | Central Atlantic        |
| Universidad de Sagrada Familia         | Filadelfia, Pensilvania         | 1954    | Privada (católica)           | 1,985   | Tigers         | 2016         | Atletismo cubierta m. y f.   | Central Atlantic        |
| Universidad de Kutztown de Pensilvania | Kutztown, Pensilvania           | 1866    | Púbilca                      | 8,309   | Golden Bears   | 2015         | Bowling                      | PSAC                    |
| Universidad Lincoln                    | Condado de Chester, Pensilvania | 1854    | Pública (HBCU)               | 2,241   | Lions          | 2019         | Béisbol Fútbol femenino      | CIAA                    |
| Universidad Mercyhurst                 | Erie, Pensilvania               | 1926    | Privada (católica)           | 2,759   | Lakers         | 2019         | Bowling                      | PSAC                    |
| Universidad Post                       | Waterbury, Connecticut          | 1890    | Privada (con fines de lucro) | 7,317   | Eagles         | 2018         | Atletismo cubierta m. y f.   | Central Atlantic        |
| Saint Anselm College                   | Goffstown, Nuevo Hampshire      | 1889    | Privada (católica)           | 2,759   | Hawks          | 2022         | Bowling                      | Northeast-10            |

- Aunque Bryant es miembro de la División I de la NCAA, se le permite competir en una conferencia de bowling de la División II. La NCAA organiza un campeonato nacional único abierto a los miembros de las tres divisiones de la NCAA, y los límites de las becas en bowling son los mismos para los miembros de las Divisiones I y II.

### Antiguos miembros
| Institución                                   | Localización             | Fundada | Tipo               | Apodo          | Año de unión | Año de abandono | Conferencia actual               |
| --------------------------------------------- | ------------------------ | ------- | ------------------ | -------------- | ------------ | --------------- | -------------------------------- |
| University of Bridgeport                      | Bridgeport, Connecticut  | 1927    | Privada (laica)    | Purple Knights | 2000         | 2022            | Central Atlantic                 |
| Concordia College                             | Bronxville, Nueva York   | 1881    | Privada (luterana) | Clippers       | 1989         | 2009            | Central Atlantic                 |
| Dowling College                               | Oakdale, Nueva York      | 1963    | Privada (laica)    | Golden Lions   | 1989         | 2016            | Cerrada en 2016                  |
| Long Island University–Post                   | Brookville, Nueva York   | 1954    | Privada (laica)    | Pioneers       | 1989         | 2019            | NEC (como LIU Sharks) (NCAA D-I) |
| University of New Haven                       | West Haven, Connecticut  | 1920    | Privada (laica)    | Chargers       | 2002         | 2008            | Northeast-10                     |
| New Jersey Institute of Technology            | Newark, Nueva Jersey     | 1881    | Pública            | Highlanders    | 1997         | 2000            | America East (NCAA D-I)          |
| New York Institute of Technology              | Old Westbury, Nueva York | 1955    | Privada (laica)    | Bears          | 1989         | 2020            | Ninguno                          |
| Pace University                               | Nueva York               | 1906    | Privada (laica)    | Setters        | 1989         | 1997            | Northeast-10                     |
| Philadelphia University                       | Filadelfia, Pensilvania  | 1884    | Privada (laica)    | Rams           | 1991         | 2005            | Central Atlantic                 |
| College of Saint Rose                         | Albany, Nueva York       | 1920    | Privada (católica) | Golden Knights | 1991         | 2000            | Northeast-10                     |
| Southampton College of Long Island University | Southampton, Nueva York  | 1963    | Privada (laica)    | Colonials      | 1989         | 2005            | Cerrada en 2005                  |

- La Universidad de Long Island fusionó los programas deportivos de sus dos campus principales (Brooklyn y Post) en 2019. El programa combinado heredó las membresías de la NCAA y la División I del campus de Brooklyn, y ahora compite como los LIU Sharks.
- El Instituto de Tecnología de Nueva York suspendió su programa deportivo después del año académico 2019-20, citando los impactos de COVID-19. La universidad aún no ha anunciado una fecha de regreso para su programa deportivo.

## Deportes
La East Coast Conference patrocina competiciones de los siguientes deportes:
| Deporte                 | Masculino | Femenino |
| ----------------------- | --------- | -------- |
| Béisbol                 | Sí        |          |
| Baloncesto              | Sí        | Sí       |
| Bowling                 |           | Sí       |
| Campo a través          | Sí        | Sí       |
| Lacrosse                | Sí        | Sí       |
| Fútbol                  | Sí        | Sí       |
| Sóftbol                 |           | Sí       |
| Tenis                   | Sí        | Sí       |
| Atletismo cubierta      | Sí        | Sí       |
| Atletismo al aire libre | Sí        | Sí       |
| Voleibol                | Sí        | Sí       |